# Chileense presidentsverkiezingen 1999-2000
De Chileense presidentsverkiezingen van 1999 en 2000 vonden op 12 december 1999 (eerste ronde) en 16 januari 2000 (tweede ronde) plaats. De verkiezingen werden gewonnen door de sociaaldemocraat Ricardo Lagos. 

## Uitslag
Omdat bij de eerste ronde op 12 december 1999 geen van de kandidaten een meerderheid heeft weten te bepalen, vond op 16 januari 2000 een tweede ronde plaats waaraan de twee kandidaten die tijdens de eerste ronde de meeste stemmen hadden behaald deelnamen.

### Eerste ronde 12 december 1999
| Kandidaat               | Kandidaat               | Kandidaat                | Partij                  | Partij                  | Coalitie                | Coalitie                                   | Stemmen   | Percentage           |
| ----------------------- | ----------------------- | ------------------------ | ----------------------- | ----------------------- | ----------------------- | ------------------------------------------ | --------- | -------------------- |
|                         |                         | Arturo Frei Bolivar      |                         | Onafh.                  |                         | Alianza Popular                            | 26.812    | 00,38%               |
|                         |                         | Sara Larraín Ruiz-Tagle  |                         | Onafh.                  |                         | Independientes y ecologistas               | 31.319    | 00,44%               |
|                         |                         | Gladys Marín Millie      |                         | PCCh                    |                         | La Izquierda                               | 225.224   | 03,19%               |
|                         |                         | Tomás Hirsch Goldschmidt |                         | AHV                     |                         | Partido Humanista Los Verdes               | 36.235    | 00,51%               |
|                         |                         | Ricardo Lagos Escobar    |                         | PPD                     |                         | Concertación de Partidos por la Democracia | 3.383.339 | 47,96%               |
|                         |                         | Joaquín Lavín Infante    |                         | UDI                     |                         | Alianza por Chile                          | 3.352.199 | 47,51%               |
| Totaal geldige stemmen  | Totaal geldige stemmen  | Totaal geldige stemmen   | Totaal geldige stemmen  | Totaal geldige stemmen  | Totaal geldige stemmen  | Totaal geldige stemmen                     | 7.055.128 | 97,02%               |
| Ongeldige stemmen       | Ongeldige stemmen       | Ongeldige stemmen        | Ongeldige stemmen       | Ongeldige stemmen       | Ongeldige stemmen       | Ongeldige stemmen                          | 159.465   | 02,19%               |
| Blanco stemmen          | Blanco stemmen          | Blanco stemmen           | Blanco stemmen          | Blanco stemmen          | Blanco stemmen          | Blanco stemmen                             | 56.991    | 00,78%               |
| Totaal                  | Totaal                  | Totaal                   | Totaal                  | Totaal                  | Totaal                  | Totaal                                     | 7.271.584 | 100%                 |
| Aantal stemgerechtigden | Aantal stemgerechtigden | Aantal stemgerechtigden  | Aantal stemgerechtigden | Aantal stemgerechtigden | Aantal stemgerechtigden | Aantal stemgerechtigden                    | 8.084.476 | Onthoudingen: 10,05% |
| Bron:                   |                         |                          |                         |                         |                         |                                            |           |                      |

### Tweede ronde 16 januari 2000
| Kandidaat               | Kandidaat               | Kandidaat               | Partij                  | Partij                  | Coalitie                | Coalitie                                   | Stemmen   | Percentage           |
| ----------------------- | ----------------------- | ----------------------- | ----------------------- | ----------------------- | ----------------------- | ------------------------------------------ | --------- | -------------------- |
|                         |                         | Ricardo Lagos Escobar   |                         | PPD                     |                         | Concertación de Partidos por la Democracia | 3.683.158 | 51,31%               |
|                         |                         | Joaquín Lavín Infante   |                         | UDI                     |                         | Alianza por Chile                          | 3.495.569 | 47,51%               |
| Totaal geldige stemmen  | Totaal geldige stemmen  | Totaal geldige stemmen  | Totaal geldige stemmen  | Totaal geldige stemmen  | Totaal geldige stemmen  | Totaal geldige stemmen                     | 7.178.727 | 97,98%               |
| Ongeldige stemmen       | Ongeldige stemmen       | Ongeldige stemmen       | Ongeldige stemmen       | Ongeldige stemmen       | Ongeldige stemmen       | Ongeldige stemmen                          | 103.351   | 01,41%               |
| Blanco stemmen          | Blanco stemmen          | Blanco stemmen          | Blanco stemmen          | Blanco stemmen          | Blanco stemmen          | Blanco stemmen                             | 44.675    | 00,61%               |
| Totaal                  | Totaal                  | Totaal                  | Totaal                  | Totaal                  | Totaal                  | Totaal                                     | 7.326.753 | 100%                 |
| Aantal stemgerechtigden | Aantal stemgerechtigden | Aantal stemgerechtigden | Aantal stemgerechtigden | Aantal stemgerechtigden | Aantal stemgerechtigden | Aantal stemgerechtigden                    | 8.084.476 | Onthoudingen: 09,37% |
| Bron:                   |                         |                         |                         |                         |                         |                                            |           |                      |